# Ескадра

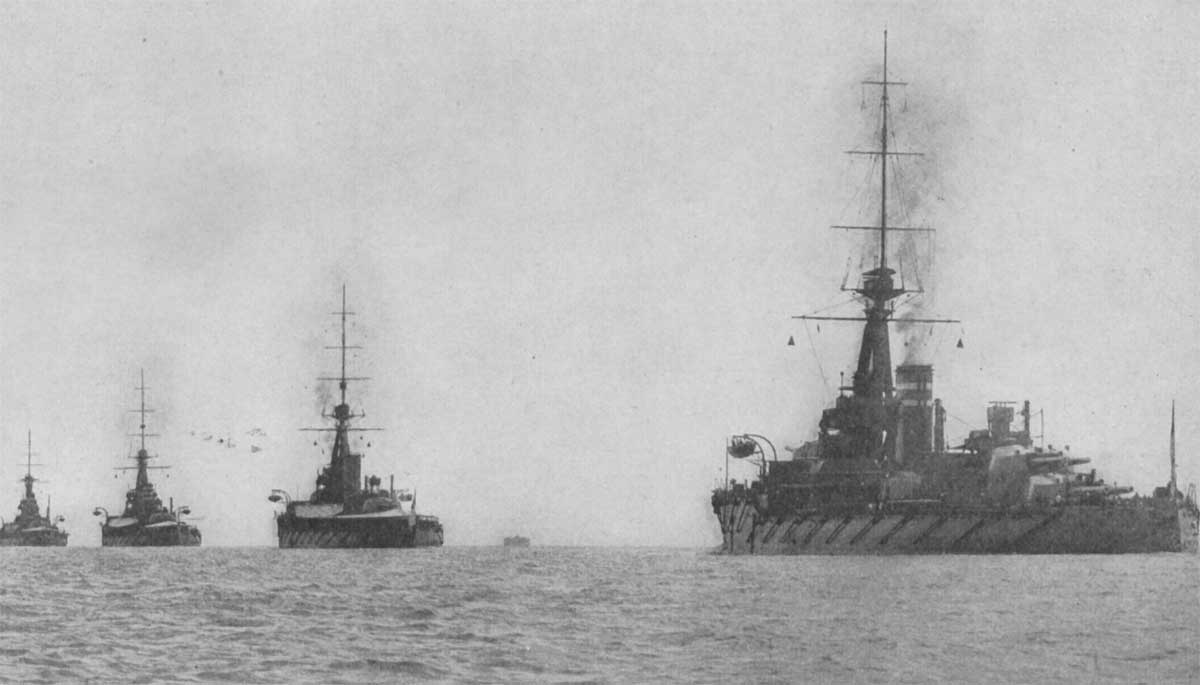
Ескадра британського королівського флоту у поході. Перша світова війна

Еска́дра (фр. escadre)  — оперативно-тактичне формування у військово-морському флоті, призначене для вирішення бойових завдань на морських і океанських театрах воєнних дій.
У епоху вітрильних кораблів ескадра була головним бойовим з'єднанням флоту.
З середини XVIII століття основним з'єднанням військово-морського флоту стала дивізія. Ескадра складалася з трьох дивізій:
- 1-ша дивізія — кордебаталія — містилася в центрі бойового порядку, очолювалася адміралом (він же командував усією ескадрою);
- 2-га — авангард — розташовувалася у голові бойового порядку, очолювалася віце-адміралом;
- 3-тя — ар'єргард — завершувала бойовий порядок, очолювалася контр-адміралом.

Кількість кораблів в ескадрі залежала від наявності лінійних кораблів у флоті. Окрім лінійних кораблів у залежності від поставлених завдань ескадрі додавалися фрегати, галери, пінки, гекботи, шняви, кораблі бомбардирів, брандери й інші військові судна.
У епоху парових панцерних кораблів ескадри були головними бойовими формуваннями діючих флотів. Ескадри складалися з бригад лінкорів і крейсерів, дивізії міноносців, загону загороджень і суден забезпечення.

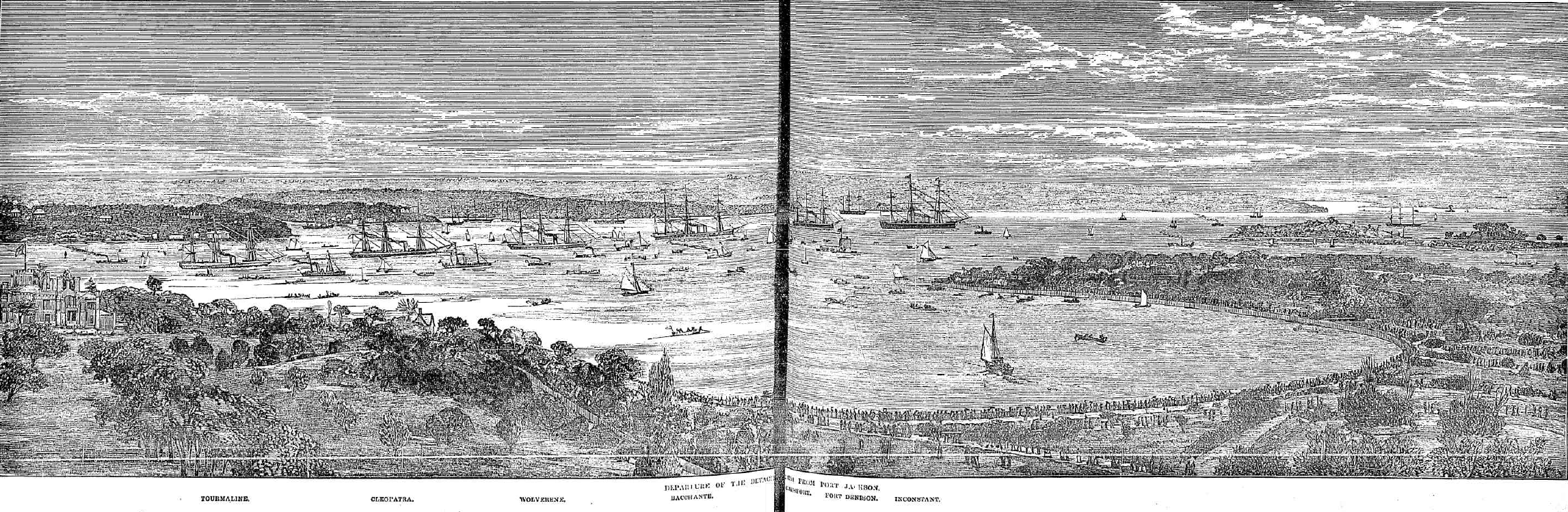
Вихід окремої ескадри (Tourmaline, Cleopatra, Wolverene, Bacchante, Carysfort, Fort Denison, Inconstant) з Порт-Джексон, 10 серпня 1881 року. На «Wolverene» в цей час перебували комодор Дж. Вілсон та мандрівник М. М. Миклухо-Маклай.

У сучасних флотах до складу ескадр можуть входити декілька дивізій або бригад, окремі дивізіони надводних кораблів і підводних човнів різних класів, а також допоміжні судна. Існують також окремі ескадри, до складу яких входять лише надводні кораблі або підводні човни, у деяких випадках створюються оперативні ескадри як тимчасові формування. В ескадри можуть також об'єднуватися кораблі і судна, що перебувають у далекому поході.